# Scala del cielo buio di Bortle
La scala del cielo buio di Bortle è una scala di nove livelli che misura la luminosità del cielo notturno e la magnitudine limite degli oggetti visibili da un certo punto di osservazione. La scala quantifica il livello di interferenza causato dall'inquinamento luminoso e dall'airglow nelle osservazioni astronomiche. John E. Bortle, che ha creato la scala, ne ha dato notizia in un articolo pubblicato nel febbraio 2001 sulla rivista Sky & Telescope in modo da aiutare gli astronomi non professionisti a misurare l'oscurità dei loro siti di osservazione.
La scala varia dalla Classe 1, le condizioni di cielo più buio verificabili sulla Terra, alla classe 9, che identifica i cieli dei centri urbani.
La tavola sottostante riassume la descrizione delle classi 1-9 fatta da Bortle. La scala di colore non è presente nell'articolo originale ma è tratta dal World Atlas of Artificial Night Sky Brightness ed è riportata a scopo didattico: la correlazione con le classi di Bortle è solo approssimativa.
| Classe | Titolo                                | Colore  | Magnitudine limite a occhio nudo | Magnitudine limite con un telescopio riflettore da 32 cm (12,5 in) | Descrizione |
| ------ | ------------------------------------- | ------- | -------------------------------- | ------------------------------------------------------------------ | --- |
| 1      | Sito con cielo buio eccellente        | nero    | 7,6–8,0                          | 17,5                                                               | Intera banda della luce zodiacale visibile; gegenschein; M33 è visibile a occhio nudo in modo diretto; le regioni della Via Lattea in direzione delle costellazioni dello Scorpione e del Sagittario proiettano ombre sul terreno; l'airglow è facilmente visibile; Giove e Venere danneggiano l'adattamento al buio; i dintorni sono quasi totalmente invisibili. |
| 2      | Sito con cielo buio tipico            | grigio  | 7,1–7,5                          | 16,5                                                               | L'airglow è debolmente visibile in prossimità dell'orizzonte; M33 è facilmente visibile a occhio nudo; le strutture (chiaroscuri) delle regioni della Via Lattea estiva sono evidenti; la luce zodiacale è sufficientemente brillante per proiettare ombre al tramonto e all'alba e appare di colore giallino; molti ammassi globulari catalogati da Messier sono osservabili ad occhio nudo; le nuvole appaiono solo come macchie nere e i dintorni sono visibili solo come silhouette sovraimposte al cielo.                                                       |
| 3      | Cielo rurale                          | blu     | 6,6–7,0                          | 16                                                                 | Qualche evidenza di inquinamento luminoso è visibile all'orizzonte; le nuvole sono illuminate vicino all'orizzonte, scure allo zenit; la Via Lattea appare ancora ben dettagliata; M15, M4, M5 e M22 sono distintamente visibili; M33 può essere scorta solo tramite la visione distolta; luce zodiacale visibile in autunno e primavera con colore ancora percettibile; i dintorni più prossimi sono vagamente visibili. |
| 4      | Confine rurale/suburbano              | verde   | 6,1–6,5                          | 15,5                                                               | Fonti di inquinamento luminoso visibili in molteplici direzioni sopra l'orizzonte; la luce zodiacale è ancora visibile all'alba o al tramonto ma solo a un'altezza inferiore a 45°; la Via Lattea in prossimità dell'orizzonte è ancora ben visibile, ma perde i dettagli più fini; M33 è difficilmente individuabile anche tramite la visione distolta; le nuvole sono illuminate in direzione delle fonti di inquinamento luminoso, ma scure allo zenit; i dintorni sono visibili anche a una certa distanza.                                                      |
| 4      | Confine rurale/suburbano              | giallo  | 6,1–6,5                          | 15,5                                                               | Fonti di inquinamento luminoso visibili in molteplici direzioni sopra l'orizzonte; la luce zodiacale è ancora visibile all'alba o al tramonto ma solo a un'altezza inferiore a 45°; la Via Lattea in prossimità dell'orizzonte è ancora ben visibile, ma perde i dettagli più fini; M33 è difficilmente individuabile anche tramite la visione distolta; le nuvole sono illuminate in direzione delle fonti di inquinamento luminoso, ma scure allo zenit; i dintorni sono visibili anche a una certa distanza.                                                      |
| 5      | Cielo suburbano                       | arancio | 5,6–6,0                          | 15                                                                 | Solo alcune tracce della luce zodiacale sono visibili nelle migliori sere autunnali o primaverili; la Via Lattea è molto debole o invisibile in direzione dell'orizzonte ed appare slavata ad altezze superiori; fonti di inquinamento luminoso sono osservabili in quasi tutte le direzioni; le nuvole sono marcatamente più brillanti del cielo. |
| 6      | Cielo suburbano luminoso              | rosso   | 5,1–5,5                          | 14,5                                                               | La luce zodiacale è invisibile; la Via Lattea può essere scorta solo vicino allo zenit; il cielo entro una altezza di 35° dall'orizzonte appare di un bianco grigiastro; i dintorni sono chiaramente visibili; M33 non può essere osservata se non attraverso almeno un binocolo; la M31 è appena visibile a un occhio non allenato. |
| 7      | Confine suburbano/urbano o Luna piena | rosso   | 4,6–5,0                          | 14                                                                 | L'intero cielo ha una tinta bianco-grigiastra; fonti di luce intensa visibili in tutte le direzioni; la Via Lattea è invisibile; M31 e M44 possono essere ancora intraviste, ma sono molto indistinte; le nuvole sono molto luminose; anche attraverso un telescopio di medie dimensioni, gli oggetti del catalogo di Messier sono solo l'ombra del proprio reale aspetto. Con la Luna piena il cielo non è migliore di questo livello anche nelle località più buie, con la differenza che, in quel caso, il cielo appare di colore blu anziché arancio-giallastro. |
| 8      | Cielo urbano                          | bianco  | 4,1–4,5                          | 13,5                                                               | Il cielo è di colore biancastro o arancio - alla sua luce si può comodamente leggere; M31 e M44 sono appena visibili a un occhio esperto nelle notti migliori; anche mediante un telescopio solo gli oggetti del catalogo di Messier più brillanti possono essere individuati; le stelle che formano le costellazioni più familiari possono apparire deboli o essere del tutto invisibili. |
| 9      | Cielo di centro della città           | bianco  | 4,0                              | 13                                                                 | Il cielo è brillante anche allo zenit; le costellazioni più deboli sono completamente invisibili; fra gli oggetti del catalogo di Messier solo le Pleiadi sono osservabili ad occhio nudo; anche utilizzando un telescopio solo la Luna, i pianeti e alcuni degli ammassi stellari più brillanti offrono una visione godibile. |

## Note

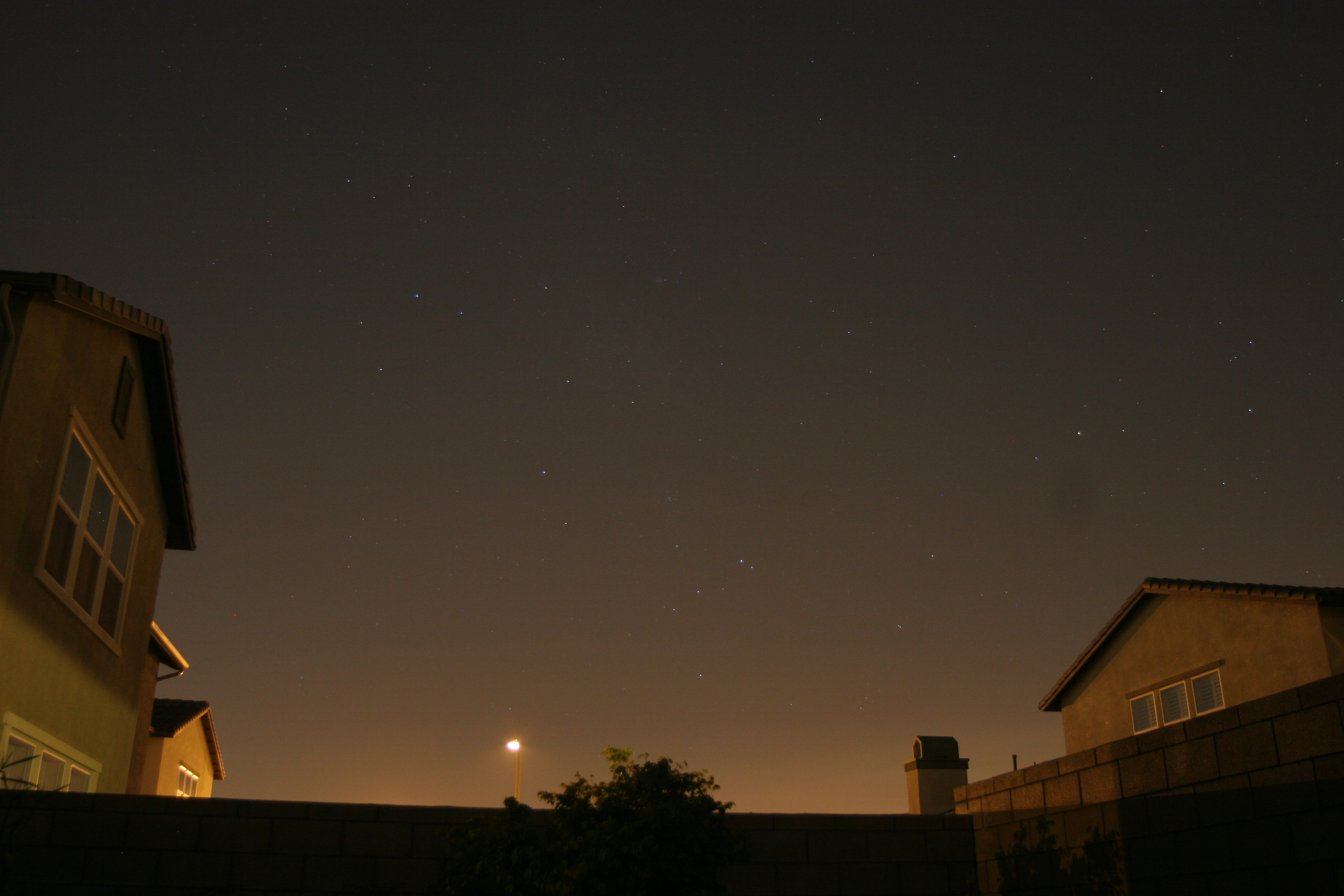
In questa fotografia presa con un tempo di esposizione di 10 secondi sono visibili gli effetti dell'inquinamento luminoso che oscurano le stelle e l'appena visibile Via Lattea in ambito suburbano